# Hymn (Moby)
Hymn è una canzone del musicista statunitense Moby, estratta come primo singolo dal suo terzo album Everything Is Wrong e pubblicata il 16 maggio 1994. Il singolo ha raggiunto la posizione numero 31 della Official Singles Chart.
Esistono varie versioni di Hymn, molto differenti fra di loro. Quella presente nel disco è solo la versione ambient suonata con il piano e il sintetizzatore; poi ne esiste un'altr con sonorità molto più spaziali, in cui si mantiene il riff ma viene eliminato il pianoforte e un'altra ancora (intitolata Hymn.Alt.Quiet.Version.) della durata di mezz'ora che è invece totalmente ambientale, così tanto da avvicinarsi alle sonorità della musica cosmica del gruppo tedesco Tangerine Dream.
È stato girato un videoclip per il pezzo, in cui si vede Moby intrappolato dentro una cassa sospesa in cielo che ad un certo punto precipita in un luogo popolato da strane creature. Qui l'artista dovrà diventare come loro se vuole sopravvivere.
La versione di Hymn che si può sentire in quest'ultimo (rinominata Hymn (This is My dream) per la frase che si può udire in vari punti del pezzo) è ancora più differente dalle altre, molto più elettronica e trance, in cui il fraseggio di sintetizzatore è completamente assente.
La canzone è presente anche su Songs to Make You Feel Good Max-Force, il secondo volume di Songs to Make You Feel Good.

## Tracce
Tutti i brani sono eseguiti, composti e prodotti da Richard melville Hall.
CDMUTE161 (UK)
1. Hymn (This Is My Dream) – 3:45
2. All That I Need Is to Be Loved (H.O.S. Mix) – 2:45
3. Hymn (European Edit) – 8:57
4. Hymn (Laurent's Wake Up) – 8:43

LCDMUTE161 (UK)
1. Hymn.Alt.Quiet.Version (nella track-list la lunghezza del brano è indicata come "33.3333333333333" minuti) – 33:43

## Classifica
| Classifica (1994)                  | Posizione |
| ---------------------------------- | --------- |
| Official Singles Chart             | 31        |
| U.S. Billboard Hot Dance Club Play | 10        |